# Hush Hush; Hush Hush
 (septembre 2021).

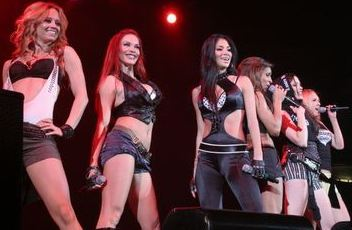
The Pussycat Dolls chantant Hush; Hush en concert.

Hush Hush est une chanson du groupe américain de pop et R & B The Pussycat Dolls. Il est sorti dans le monde entier le 12 mai 2009. 

## Clip
Le clip est réalisé par Rich Lee et se déroule dans une maison de poupée. La chanson est remixée et Nicole chante une partie de la chanson I Will Survive de Gloria Gaynor et la chanson est un remix dance.